# Trumbull County
Trumbull County är ett administrativt område (county) i delstaten Ohio, USA. År 2010 hade countyt 210 312 invånare. Den administrativa huvudorten (county seat) är Warren. 

## Geografi
Enligt United States Census Bureau har countyt en total area på ca 1 649 km². Ca 1 601 km² av den arean är land och ca 47 km² är vatten.      

### Angränsande countyn
- Ashtabula County - norr
- Crawford County, Pennsylvania - nordost
- Mercer County, Pennsylvania - öst
- Mahoning County - söder
- Portage County - sydväst
- Geauga County - nordväst